# Кенрик, Джон
Джон Ке́нрик (англ. John Kenrick; 1788—1877) — английский историк.
Учился в университетах Глазго, затем Гёттингена и Берлина, в том числе у Фридриха Шлейермахера. Перевёл на английский язык «Латинскую грамматику» К. Г. Цумпта (1823), дополнив её сборниками упражнений. В 1840—1850 гг. профессор истории в Манчестере. Основные исторические труды Кенрика — «Очерк истории первобытной эпохи» (англ. «Essay on Primaeval History», 1846), две книги о Древнем Египте (англ. «The Egypt of Herodotus», 1841 и англ. «Ancient Egypt Under the Pharaohs», 1850), монография о Финикии (англ. «Phoenicia», 1855) и «Библейские очерки» (англ. «Biblical Essays», 1861).
Исследовательские взгляды и методы Кенрика считаются переходными от просветительских представлений о неизменности человеческой природы к более современному пониманию различия многих базовых понятий и ценностей в разных культурах и в разные эпохи. Следуя открытиям немецких историков начала XIX века, Кенрик уделял особое внимание соотношению мифа и истории, мифа и морали. Подход Кенрика к истории в значительной степени связан с его религиозно-философскими взглядами (Кенрик был сторонником унитарианства — религиозного течения, отрицавшего божественную природу Иисуса и догмат Святой Троицы).